# علت احتمالی
علت احتمالی (به انگلیسی: Probable cause) یک اصطلاح حقوق جزا در قوانین ایالات متحدهٔ آمریکا است. علت احتمالی به علت یا مجموعه‌ای از ادله گفته می‌شود که یک فرد با توجه به تجربه و آموزش‌هایش و با در نظر گرفتن حد معقولی از احتیاط بتواند از روی آن واقعیت‌داشتن موضوعی را نتیجه‌گیری کند.
متمم چهارم قانون اساسی آمریکا این حق را به شهروندان این کشور داده است که از هرگونه بازداشت، بازرسی یا حبس بر پایهٔ دلایل غیرمعقول در امان باشند. بر همین اساس برای اینکه یک دادگاه بتواند حکم بازداشت یا بازرسی فردی را صادر کند، دولت باید دلایل کافی در حدی که قاضی تحقیق بتواند وقوع جرم و ارتکاب آن توسط متهم را بر مبنای علت احتمالی تأیید کند فراهم آورد.
همچنین اعلام جرم توسط هیئت منصفه عالی نیز بر پایهٔ علت احتمالی انجام می‌شود.